# Genyornis
Genyornis newtoni è un uccello estinto facente parte della megafauna Australiana. Incapace di volare, il Genyornis visse in Australia fino a circa 50.000 anni fa (con un'approssimazione di 5.000 anni), estinguendosi insieme a molte altre specie in seguito all'arrivo dell'uomo.
Non è stato determinato fino a che punto i Dromornithidae fossero carnivori. I grandi e resistenti becchi di alcune specie fanno pensare che si trattasse di una combinazioni di carnivori e saprofagi. I più vicini parenti viventi dei Genyornis potrebbero essere le oche.

## Estinzione
Durante uno studio, in cui sono stati datati più di 700 frammenti di gusci di uova di Genyornis, è stato determinato che il declino e l'estinzione di questo grande uccello avvennero in un periodo di tempo molto corto. Tale periodo sarebbe troppo corto per un'estinzione causata dai cambiamenti climatici che portarono alla desertificazione dell'Australia. Gli studiosi interpretano questo studio come un'ulteriore prova che la piccola estinzione di massa avvenuta in Australia in quel periodo fu causata dall'attività umana e non dai cambiamenti climatici. Nei giacimenti fossili australiani si riscontra spesso una fascia di vegetazione bruciata risalente ad un'epoca tra 40.000 e 50.000 anni fa, che suggerisce un intensivo utilizzo degli incendi boschivi come tecnica di deforestazione e di caccia. Questa abitudine provocò un drastico cambiamento nella vegetazione australiana, portando all'estinzione di molte specie vegetali e alla diffusione di altre specie, più resistenti al fuoco. Questo cambiamento radicale della vegetazione dovuto agli incendi provocati dall'uomo causò, nel giro di poche migliaia di anni, l'estinzione della megafauna erbivora, e la conseguente estinzione di quella carnivora.
Nel maggio 2010, alcuni archeologi annunciarono la scoperta di una pittura rupestre aborigena, probabilmente risalente a 40.000 anni fa, nel sito di arte rupestre di Nawarla Gabarnmung nel Territorio del Nord. La pittura ritrae due uccelli in modo dettagliato. Recentemente, basandosi anche su alcune tradizioni databili degli aborigeni, è stato ipotizzato che il Genyornis sia sopravvissuto all'estinzione per un certo periodo nel temperato Victoria sudoccidentale.